# Lista de bairros de Brumado
Esta página é uma lista contendo 38 nomes de bairros da cidade brasileira de Brumado:
- São José
- Urbis II
- São Sebastião
- Bairro Cinco[1]
- Urbis IV[2]
- Apertar do Morro
- Esconso
- Baraúnas
- Monsenhor Antônio Fagundes
- Centenário
- Santa Tereza[3]

- Doutor Juracy
- Mercado
- Jardim Brasil
- Malhada Branca
- Vila Presidente Vargas
- Das Flores[4]
- Olhos d`Água
- Nobre
- Maria José Viana[5]

- São Lourenço
- São Joaquim
- Feliciano Pereira Santos[6]
- Bom Jesus
- Brisas
- São Jorge[7]
- Cidade das Esmeraldas
- São Félix
- Parque Alvorada[8]
- Novo Brumado
- Centro
- Tanque do Abaeté
- Meiras
- Norberto Marinho
- Maria Nilza Azevedo
- Ginásio Industrial
- Parque dos Juzeiros
- Jardim de Alá[1]